# Étienne Montgolfier (1712-1791)
Pour les articles homonymes, voir Étienne Montgolfier et Montgolfier.
Pour les autres membres de la famille, voir Famille de Montgolfier.
Étienne Montgolfier, né le 24 décembre 1712 à Vidalon-lès-Annonay (France) et mort le 27 août 1791 à Montréal (Québec), est un prêtre sulpicien français. Il est évêque de Québec de 1763 à 1764. Il est l'oncle des frères Joseph-Michel et Jacques-Étienne Montgolfier.

## Biographie
Né le 24 décembre 1712 à Vidalon-lès-Annonay dans le Vivarais, il étudie les humanités ainsi que la philosophie et la théologie au séminaire de Viviers entre 1732 et 1741. Ordonné prêtre le 23 septembre 1741, il décide d’entrer chez les sulpiciens et enseigne la théologie dans les établissements de la Compagnie en France.
Affecté au Canada, il arrive à Montréal en octobre 1751; très rapidement, il obtient la reconnaissance de ses pairs et est nommé supérieur en 1759. Ce poste lui octroie automatiquement les titres d'administrateur des seigneuries appartenant aux Sulpiciens, de curé en titre de la paroisse de Montréal et de vicaire général de Québec pour le district de Montréal.  Il est aussi supérieur ecclésiastique et aumônier des Sœurs de la Congrégation de Notre-Dame. Après la Conquête, en 1763, il se rend en France et en Angleterre pour défendre les intérêts de la Compagnie et négocier la nomination d’un nouvel évêque de Québec, Henri-Marie Dubreil de Pontbriand étant décédé en 1760. C’est alors que, élu unanimement et en secret par le chapitre de Québec le 15 septembre 1763, il est choisi par le Saint-Siège pour succéder à ce dernier, malgré le fait que la propagande ait estimé l’élection entachée de nullité, sans cependant s’opposer à sa personne. Mais après avoir été informé que le gouverneur James Murray favorise la candidature de Jean-Olivier Briand, il préfère remettre sa démission le 9 septembre 1764, et est de nouveau nommé vicaire général en 1766. Entre-temps, le 29 avril 1764, il obtient alors du séminaire de Saint-Sulpice de Paris un acte de donation complète des possessions canadiennes en faveur du séminaire de Montréal, assurant l’avenir des Sulpiciens qui consentent à devenir sujets britanniques au Canada.
On propose une nouvelle fois l’épiscopat à Montgolfier en 1784, à titre de coadjuteur de Québec, mais il refuse en 1785 à cause de son âge trop avancé, préférant alors consacrer son énergie au gouvernement et au recrutement des sulpiciens. Il meurt à Montréal le 27 août 1791,.

## Œuvre
- Catalogue des livres de la bibliothèque du Séminaire de Saint-Sulpice à Montréal au XVIIIe siècle, 150p.
- La vie de la vénérable sœur Marguerite Bourgeois, Ville-Marie, 1818.